# Quần đảo Andaman

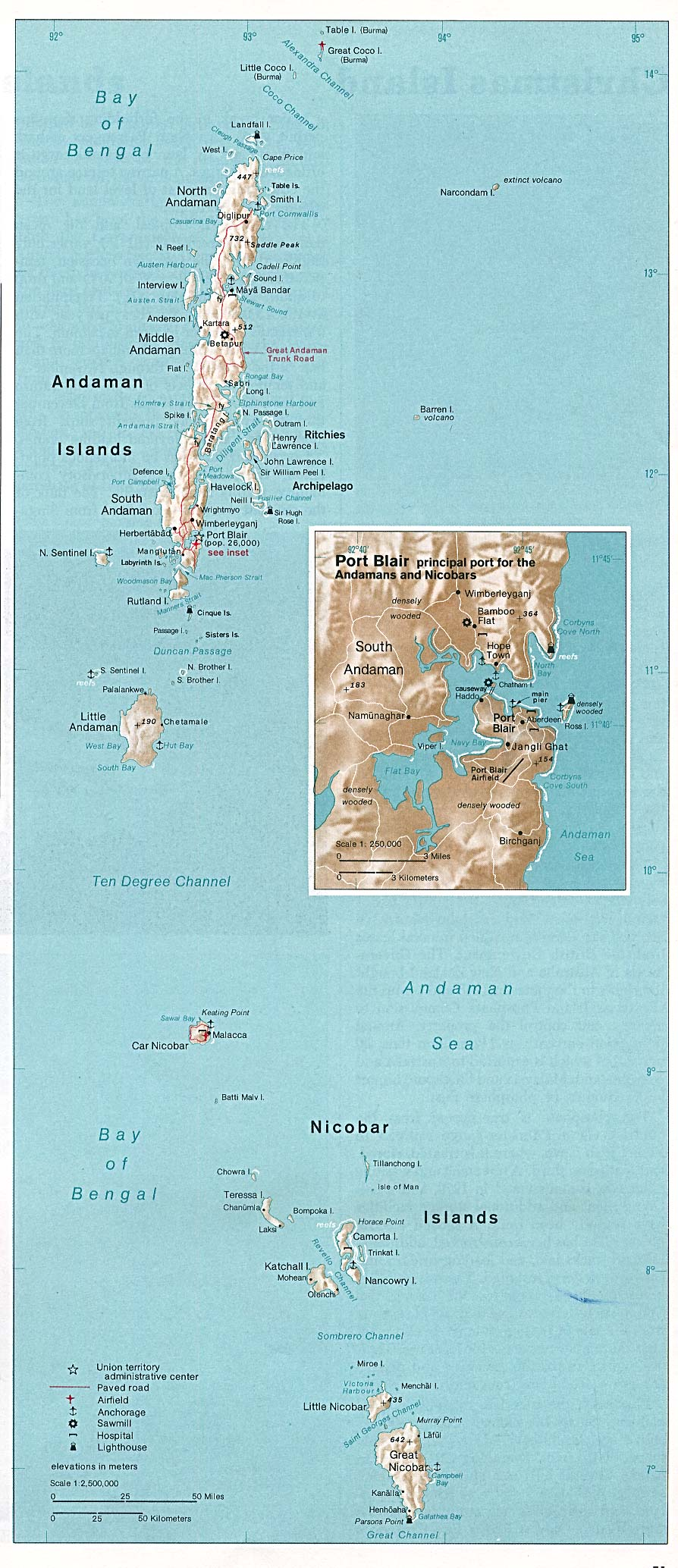
Bảng đồ quần đảo Andaman và Nicobar

Quần đảo Andaman là một quần đảo ở vịnh Bengal nằm giữa Ấn Độ đất liền, về phía tây, và Myanmar, về phía đông và bắc. Đa phần quần đảo này thuộc Lãnh thổ Liên Bang Quần đảo Andaman và Nicobar của Ấn Độ, trong khi một số đảo nhỏ ở phía bắc, gồm có quần đảo Coco, thuộc về Myanmar.
Đảo Bắc Sentinel trong quần đảo Andaman là nơi cư ngụ của người Sentinel, một tộc người hầu như không có tương tác với thế giới bên ngoài.